# شاروشد
شاروشد (به مجاری:  Sárosd) یک منطقهٔ مسکونی در مجارستان است که در ناحیه سکش‌فهروار واقع شده‌است. شاروشد ۴۸٫۱۲ کیلومتر مربع مساحت و ۳٬۴۶۲ نفر جمعیت دارد.

## خواهرخوانده
شهر Bodzianske Lúky خواهرخواندهٔ شاروشد هست.